# 川崎市の歴史

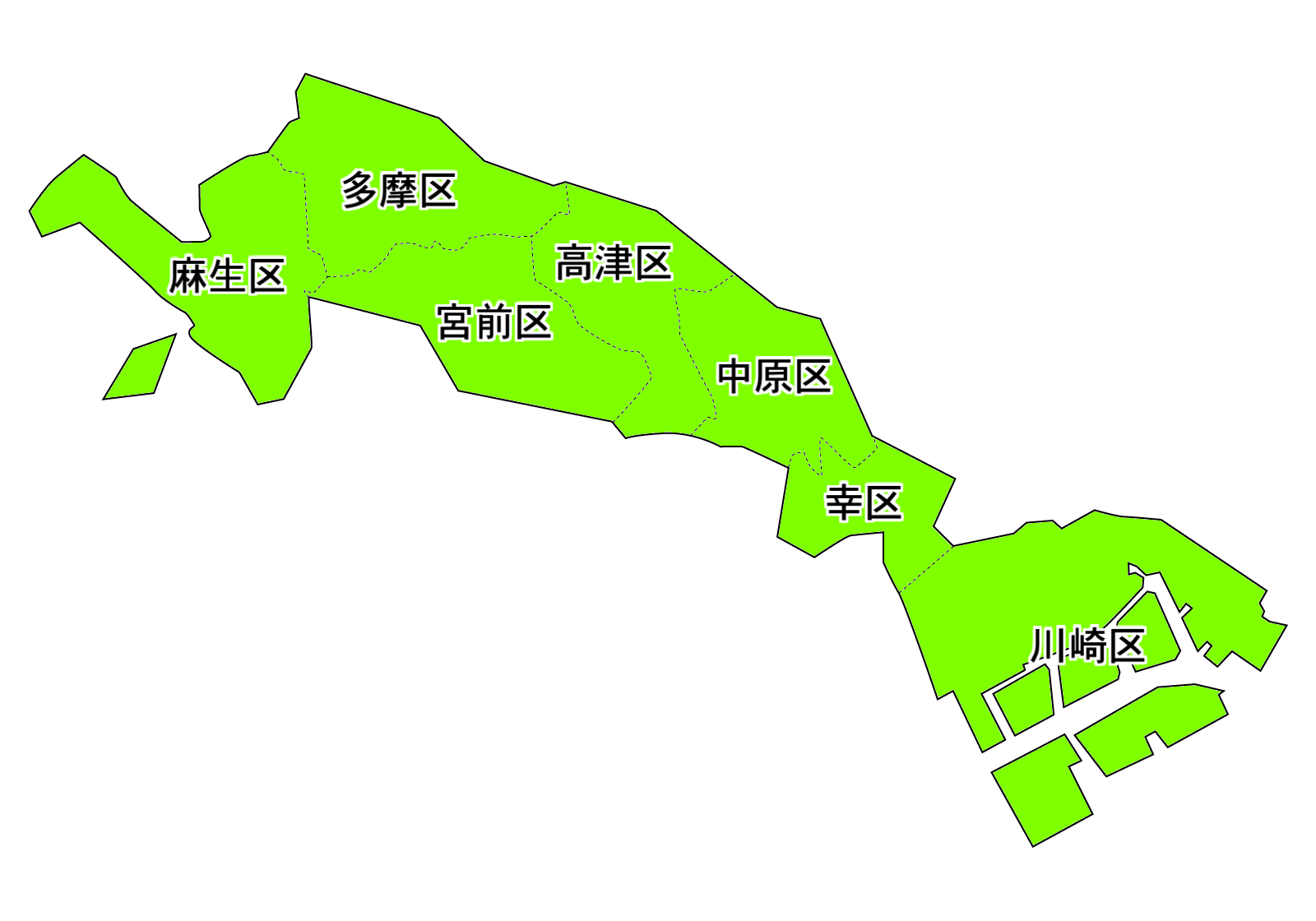
神奈川県川崎市

川崎市の歴史（かわさきしのれきし）では、現在の神奈川県川崎市の市域での歴史を述べる。

## 総論
川崎市は1972年（昭和47年）4月に、札幌市、福岡市とともに政令指定都市となった。1971年の行政区画審議会を経て、川崎市は川崎区、幸区、高津区、中原区、多摩区の5区を設けた。1982年には高津区南部の宮前地区を分けて宮前区が、多摩区西部の柿生、岡上地区を主として麻生区が分けられた。
横浜市、横須賀市に次いで、神奈川県下三番目の都市として川崎市が誕生したのは1924年（大正13年）7月1日のことであった。川崎町、大師町、御幸村の2町1村が合併したのが始まりで、その後合併を続けて現在の市域が確定したのは1939年（昭和14年）のことである。市制以前は、現在の市域と横浜市の一部を合わせて橘樹郡と呼ばれていた。1938年（昭和13年）10月1日に橘樹郡に最後まで残っていた稲田町、宮前村、生田村、向丘村が編入し、橘樹郡は消滅した。1939年3月27日に、都筑郡柿生村と岡上村の川崎市への合併が承諾され、これをもって都筑郡も消えた。
1623年（元和9年）に東海道の川崎宿が作られ多摩川の渡しの場として賑わい、明治時代末期の近代工業の誕生で、川崎は常に時代の先端を行く成長を遂げてきた。農村部は江戸、東京向けの産品を出荷する近郊農村として発達し、港湾部は京浜工業地帯の一部として港湾施設も整備され、工業都市として発展した一方で、工業や交通の公害、乱開発などの社会問題に直面してきた。

## 市成立前

### 原始

#### 旧石器時代以前
万福寺桧山公園西側の隣接地の王禅寺互層は、今からおよそ140万年前の地層と推定されている。王禅寺互層からは、アケボノゾウの臼歯の化石が見つかっている。小田急小田原線沿いの稲田登戸病院付近の崖から、130万年前のトドやアシカの化石が発見されたことからも証明されるように、100万年前には多摩区、麻生区とその周辺はほとんど海であった。多摩ニュータウンから八王子方面にかけては、象が生息できる草原、湿原が広がっていたと推測される。
麻生小学校の隣接地にある柿生M点からは、川崎市内では他に例を見ない貝やサメの歯、カニ、単体サンゴなどの多くの化石が発掘され、多摩丘陵の土台となっている上総層群の研究の発祥地となった。柿生M点は、上総層群が一部露出している地域のひとつであり、海底にあった上総層群が隆起して多摩丘陵の原型が作られたのはおよそ50万年前とも言われている。
多摩丘陵の原型ができてから現在までの間に、川崎市域は大きな海進が3度あったと認められている。1度目の「おし沼海進」は約30万年前に起こり、当時の海岸線は、現在の多摩区菅と宮前区稗原を結ぶ線上付近にあった。2度目の「下末吉海進」はおよそ15万年前から10万年前に発生し、溝口、野川、千年に地層が堆積された。3度目は後述する「縄文海進」である。
川崎周辺で最も古い遺跡は稲城市坂浜の多摩ニュータウン471B遺跡で、6万年前と推定される旧石器時代の石器が発見された。東高根森林公園北側の下原遺跡からは、26000年前の打製石斧が発見され、これが川崎市域最古の考古資料となっている。麻生区黒川の黒川東遺跡では24000年前の石刃、掻器などが発見された。

#### 縄文時代
縄文時代の貝塚の子母口貝塚から発見された土器は、子母口式土器と呼ばれている。この時代の貝塚は他に高津区新作、久本などで発見されている。他に南加瀬貝塚などがある。
麻生区の金程向原遺跡では、縄文時代中期の竪穴建物跡が約110棟発掘されている。黒川宮添遺跡では94棟の竪穴建物跡のほか、平安時代から近世にかけての遺跡も発掘されている。
縄文時代には多摩丘陵の原型ができて以降の前述の3度の大きな海進のうち最後の海進があった。これは「縄文海進」と呼ばれ6,300年前から6,000年前にかけてが最盛期で、この頃の海岸線は中原区宮内と高津区千年を結ぶ線上にあったと推定される。

#### 弥生時代
縄文海退後の弥生時代の遺跡としては東高根遺跡があり、3世紀頃から8世紀にかけての古代人集落跡が確認されている。

#### 古墳時代

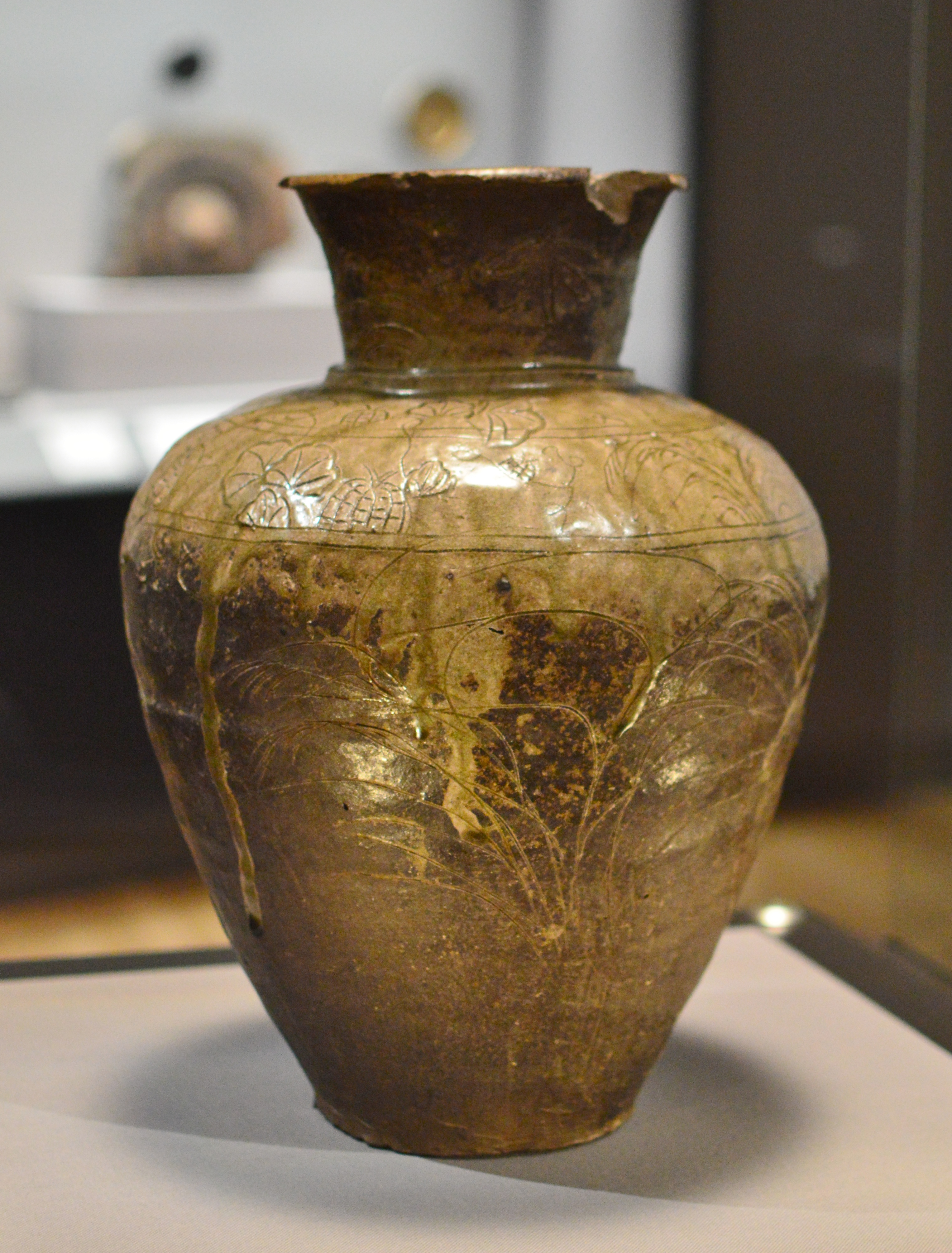
秋草文壺（国宝）、慶應義塾大学所蔵。

発見された古墳時代の遺跡の中でとりわけ大きいのは、加瀬山で発見された加瀬白山古墳である。全長87メートル、高さ10.5メートルの前方後円墳は4世紀の終わり頃に作られたものと推定され、その規模から南武蔵一帯を支配した強力な首長が被葬されたと考えられる。1937年（昭和12年）に慶應義塾大学が行った発掘調査により、同古墳からは、古墳時代初期の三角縁神獣鏡などが発掘され、古墳の裾に掘られた平安時代末の土坑からは渥美窯の秋草文壺（国宝）が見つかった。
古墳時代の遺跡は西福寺古墳、馬絹古墳など梶ヶ谷古墳群と呼ばれる遺跡が数多く発見されているが、いずれも規模は加瀬白山古墳ほどは大きくなく、これらは地域の首長や有力者の墓であったと考えられる。他の古墳群として、加瀬台古墳群や蟹ヶ谷古墳群がある。宮前区犬蔵には、神奈川県内で唯一埴輪生産が確認された白井坂埴輪窯跡がある。

### 古代

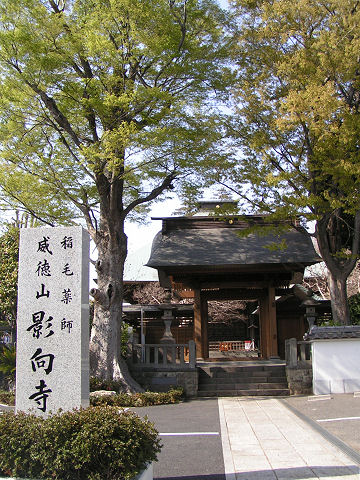
影向寺

7世紀頃に成立した武蔵国の国府の府中から海へと通じる道の府中街道沿いにある最も近い穀倉地帯として、橘樹郡はいち早く農業地帯として開発された。千年伊勢山台北遺跡は郡衙の跡と見られ、この地域が古代橘樹郡の中心地であった。遺跡は、律令国家で成立した武蔵国橘樹郡の正倉であり、この西方400メートルの地点にある影向寺は郡寺であった可能性が高い。影向寺とその周辺から出土した平瓦の調査から、影向寺創建の年代は7世紀後半から8世紀の初めと推定される。律令下の武蔵国橘樹郡には、橘樹（たちばな）、高田、御宅（みやけ）、県守（あがたもり）の4つの郷が当初は置かれ、後に駅家郷が加わった。このうち橘樹郷は影向寺の一帯、高田郷は横浜市港北区の高田町一帯、御宅郷は加瀬白山古墳のある北加瀬、南加瀬一帯、駅家郷は高津区末長周辺、県守郷については津田山周辺と推測されている。
奈良時代には都に通じる官道の東海道があり、橘樹郡の小高（おだか）に駅が置かれた。小高から荏原郡の大井駅に向かう人々は丸子の渡しを使った。

### 中世

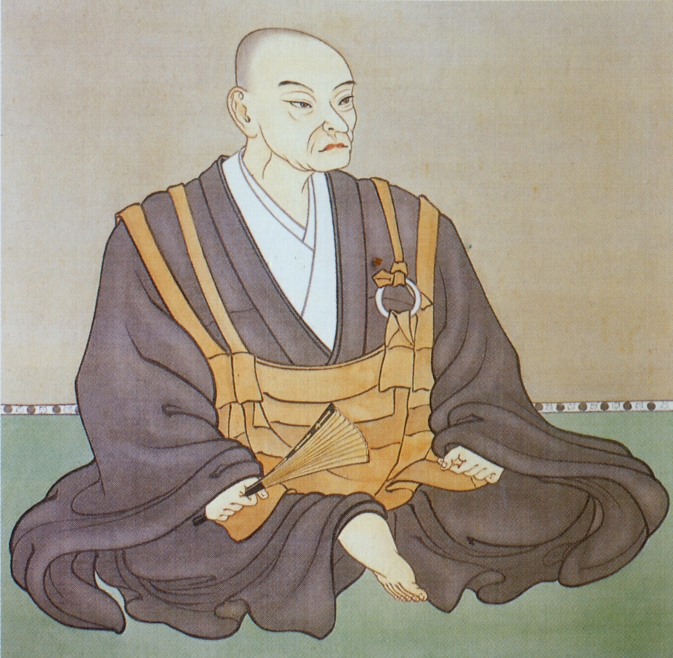
伊勢宗瑞（北条早雲）

#### 鎌倉時代
12世紀に鎌倉幕府が成立すると、政治文化の中心地は相模国鎌倉（神奈川県鎌倉市）に移った。鎌倉に通じる鎌倉街道とその支道網が設けられ、平間・丸子あたりで多摩川をわたる「下ノ道」と、菅・登戸・溝口あたりで分かれて渡河する「中ノ道」が主要道となった。多摩丘陵は前面に多摩川が流れ、急崖を成すので、鎌倉防衛の前線として重視された。鎌倉幕府の御家人で稲毛荘を支配した稲毛三郎重成は、小沢城（現在の多摩区菅仙谷）や枡形城（現在の多摩区桝形）を拠点にし、支城は丘陵に点在していた。稲毛三郎重成の嫡子・小沢重政は小沢城の城主で、この地周辺の領地を治めていた。

#### 南北朝・室町・戦国時代
枡形城も小沢城も、重成・重政の時代には戦場として使われた記録はなく、南北朝時代に入った1351年（正平6年/観応2年）に、足利尊氏の弟直義が、尊氏と対立した時に小沢城を前線基地として使用した記録がある。枡形城が最初に文献に登場するのは、戦国時代の1504年（永正元年）の立河原の戦いにおいてで、上杉顕定と戦った伊勢宗瑞（北条早雲）の拠点として登場する。
丸子は渡船場として拓けた村で、戦国時代にも往来は盛んであった。世田谷地域が拓けて江戸と小田原が直結する矢倉沢往還ができると、二子の渡しが重要な渡船場となった。

### 近世

#### 安土桃山時代
1590年（天正18年）、小田原城陥落により、北条早雲以来の小田原北条氏（後北条氏）の関東支配は途絶えた。同じ年の8月、豊臣秀吉の命を受けた徳川家康は三河を離れ、江戸に入国した。

#### 江戸時代
近隣農村の知行割りの政策で、現在の川崎市域は次々と天領、旗本領が形成された。

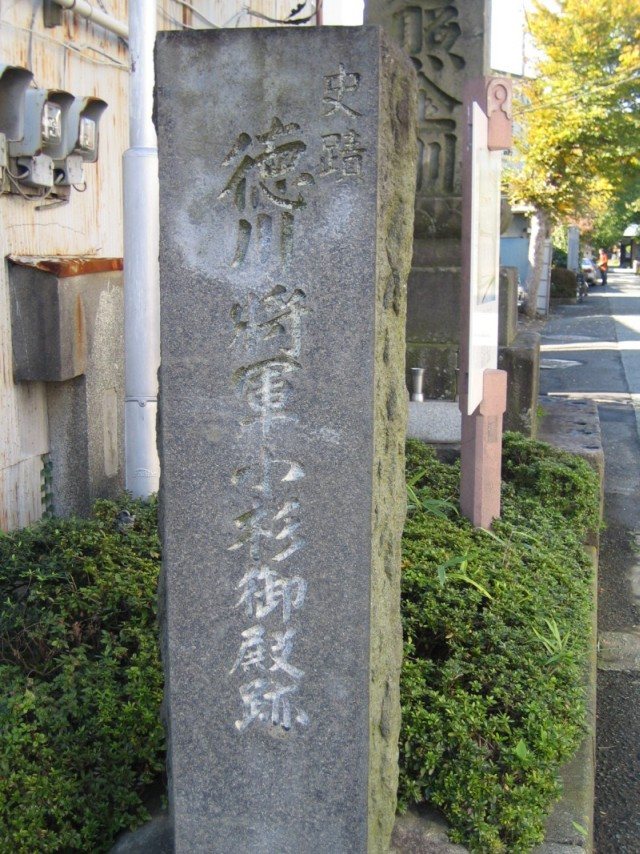
小杉御殿跡

江戸の虎ノ門と平塚の中原を結ぶ中原街道が最初の官道となり、二代目秀忠は小杉に小杉御殿を作った。三代将軍家光の時に五十三次が整うまでは、小杉御殿のある小杉村と丸子の渡しのある上丸子村が、川崎市域で最も人々の往来が多く繁栄していた。
川崎宿は1623年（元和9年）に正規の宿駅として発足した。1863年（文久3年）の川崎宿には、本陣2軒のほかに平旅籠39軒、飯売旅館33軒があり、翌1864年（元治1年）の記録では飯盛女が66人いた（もっとも、これは「1軒に2人まで」という規制のもとでの建前の値であり、実態としてはこれより多かった）。東海道川崎宿は江戸に入る門戸として重視され、中原街道、矢倉沢往還、津久井道などの脇往還も江戸との交流は盛んであった。

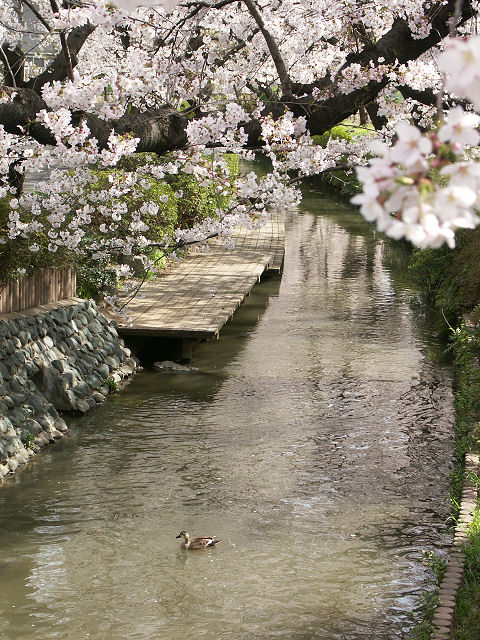
二ヶ領用水

多摩川流域の各村は川に接していながらも、水位が低いため川の水を水田耕作に利用できなかったばかりか、多摩川は洪水のたびに流路を変え、しばしば農民を悩ませていた。治水と農業用水の確保を目的として、江戸に入府した徳川家康の命により、代官の小泉次大夫吉次が二ヶ領用水の開削を指揮し、1611年（慶長16年）に完成した。18世紀に入ると、川崎宿・田中本陣の田中休愚による用水路の大改修が行われた。二ヶ領用水は、川崎の農業を大きく発展させた用水だが、日照りが続いて水が不足すると、上流と下流の村が水論で激しく対立する場でもあった。総延長32キロの二ヶ領用水は被害を受ける範囲も広く、1821年（文政4年）に起こった溝口水騒動は、その対立が顕在化した一例であった。
江戸時代は農村社会の貧富の差が拡大し、用水普請の夫役、川崎宿や甲州街道の布田宿などに人夫を出す助郷役などの負担で、下層農民の暮らしは困窮した。1787年（天明7年）の飢饉時には900石高の天領の登戸村でも打ち壊しが発生し、中野島村・登戸村の2村の農民は、登戸の豪農、玉川屋弥兵衛の屋敷を襲い、米俵や衣類などを奪った。

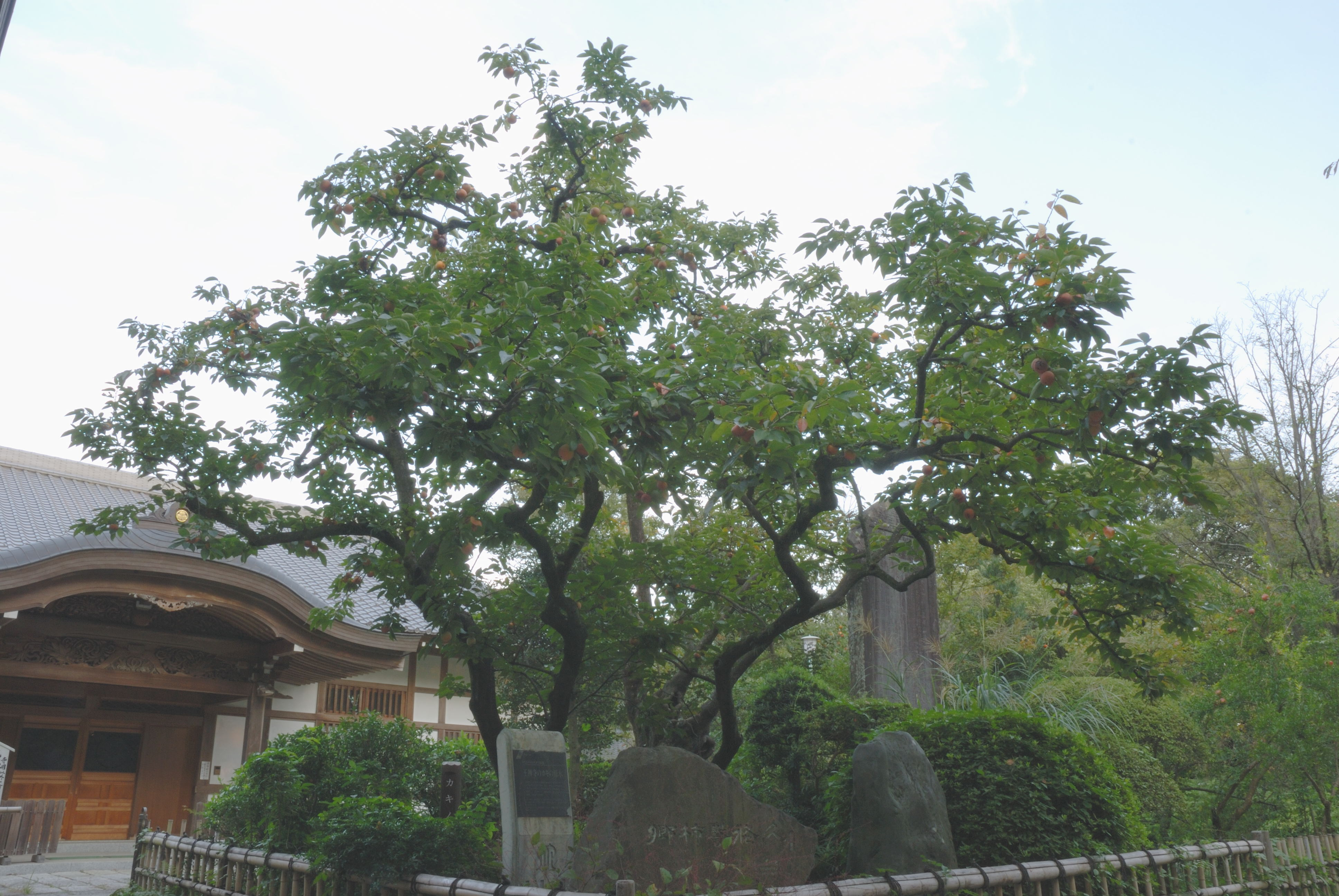
禅寺丸柿の原木

江戸時代中期以降、江戸の商品経済が発展すると、江戸近郊の川崎市域、とりわけ中原街道、大山街道、津久井道など脇往還沿いで、農業の傍ら商業を営むものが増えた。王禅寺村の禅寺丸柿、黒川村の炭、市ノ坪・宮内の草花、溝口・登戸付近の菜種油、木月・市ノ坪のそうめんの他、草履や草鞋、筵、菰、笊、俵などが販売目的で生産され、川崎宿や江戸に商品として出荷された。農業の兼業として出発した農間余業は、農村の大きな現金収入源となり、本格的に商売に転身する農家も増えた。
大師河原村の製塩業（大師河原塩田）は寛文年間に始まり、江戸を中心に各地に販売された。品質や評判は赤穂や瀬戸内の塩がはるかに上であったと言われ、江戸時代中期以降、海上交通が整備されて瀬戸内の塩が安定供給されるようになると、大師河原の塩は魚屋のたて塩や豆腐の凝固用に使われた。また、「池上新田」の開発で知られた池上太郎左衛門もここの名主であった。塩田は明治時代初めまで存在したが、その後の工業化で姿を消した。
稲毛領でとれる米は稲毛米と呼ばれ、江戸でも人気の良質米であった。江戸時代後期になると、稲毛米を原料とした酒や醤油の製造が盛んになった。とりわけ溝口の稲毛屋（上田家）は、酒造とともに醤油の醸造も行って豪商となり、江戸の醤油株仲間のリーダー的存在であった。醤油造りは天保年間には稲毛領では溝口、登戸、長尾村にそれぞれ一軒ずつであったが、幕末の慶応4年（1868年）には8村10軒に増加し、銚子や野田の醤油と競うほどであった。
菜種油製造は古くから宿屋やその周辺にあったが、外国との貿易が始まると生糸に次いで菜種油が人気となり、専業にするものも現れた。慶応年間には岩川村、長尾村で製造が行なわれた。
幕末に安政五カ国条約が結ばれ、横浜が開港地となると、横浜へ地理的に近かった川崎でも、輸出品である生糸の生産が盛んに行われた。宿河原の関山五郎右衛門のように、養蚕技術を本に著す篤農家も現れた。

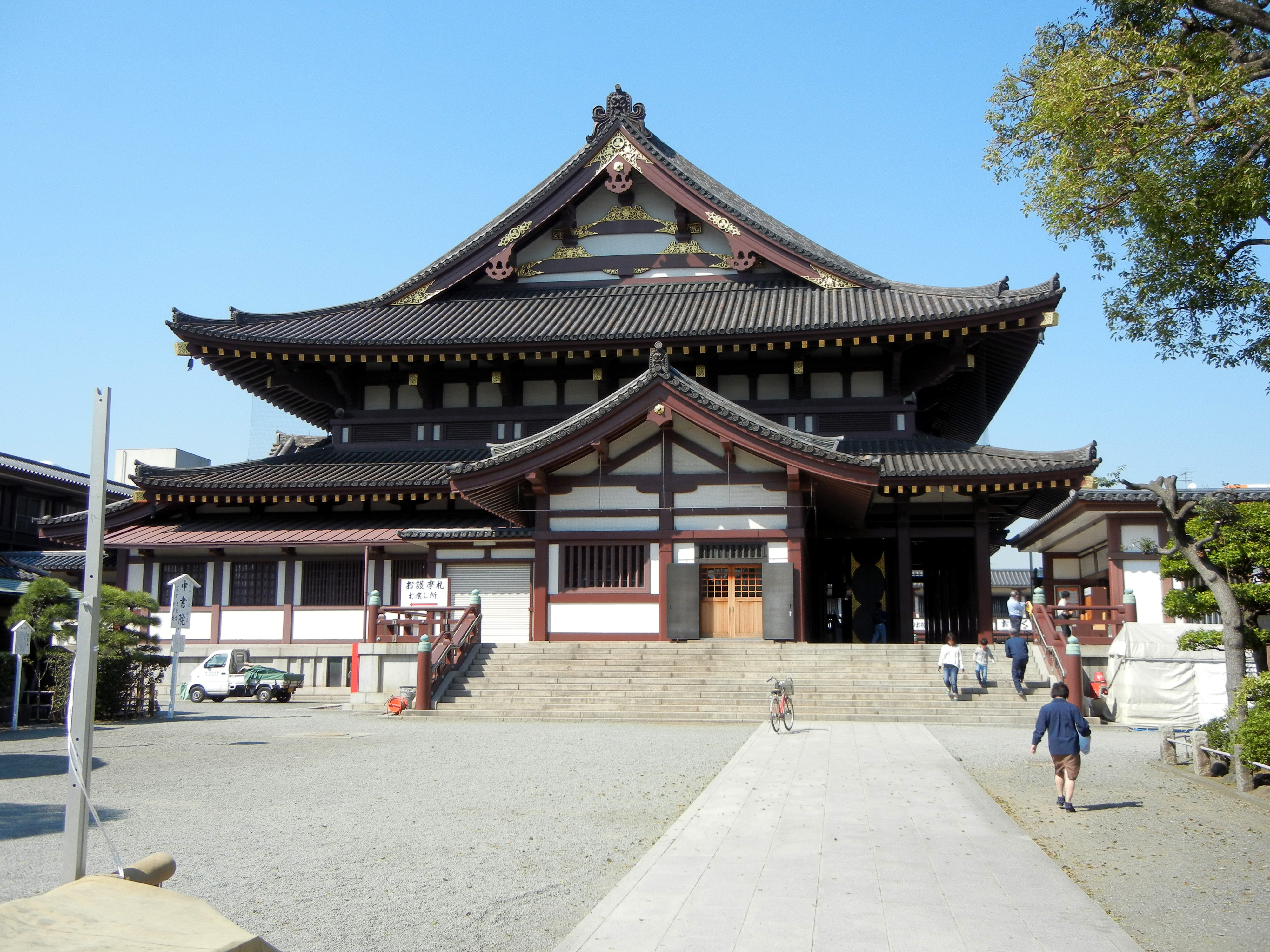
川崎大師大本堂

川崎大師は厄除大師として信仰されるようになり、特に江戸時代後期から江戸庶民の行楽の対象として栄えた。1813年（文化10年）には徳川家斉の参拝が行われ、以後歴代将軍の公式参拝は慣例となった。

### 近代

#### 明治時代

##### 自由民権運動
国会開設の実現を目指す自由民権運動は、神奈川県下では相州で始まり、1880年（明治13年）から翌年をピークに、三多摩で拡大した。府中街道と矢倉沢往還の交差地点にある溝口村の上田忠一郎の家は、橘樹郡の自由民権運動の一大拠点となる。上田家は原町田から東京へ出る民権家の宿駅となり、自由党副総裁中島信行をはじめとした名だたる運動家が集まった。上田忠一郎は醤油で財を成した稲毛屋の7代目当主で、1879年に神奈川県会議員に選出されると、やがて家督を譲り政界に身を投じる。長尾村神木の井田文三とともに1880年9月19日に溝口の宗隆寺で、橘樹郡で初めての政談演説会を開催した。
渡田村出身の山田泰造は、代言人資格を1877年（明治10年）に35歳で取得し、自由党の代言人として弾圧からの民権運動の擁護で全国で活躍した。1890年（明治23年）7月に行われた初の衆議院選挙では、再興自由党から出馬し、大差で当選した。1898年（明治31年）までの8年間で、地租軽減や地価修正運動で民党議員の一人として活躍した。

##### 丸山教
幕末から明治にかけて、封建制の解体による大きな社会変革にともない、神道を基盤とした新宗教が全国各地で成立した。1875年（明治8年）、登戸村の伊藤六郎兵衛が興した丸山教もその流れの一つに位置づけられる。丸山教は富士信仰の一派から発展し、津久井街道を通って信者が登戸に集まるようになった。1880年（明治13年）には、多摩川の河原で祈る会が行われ、村人口が1000人強であった頃の登戸に7–8000人の信者が集まった。1884年から87年の松方デフレの時期、農民は非常に困窮し、丸山教の指導者の一人の西ケ谷平四郎は信者を広く獲得し、これらの信者が耕地を放棄したり、租税を収めないなどの騒ぎが大きくなった。自由民権運動の隆盛とちょうど時期と地域が重なっており、政府当局は両方が結びつくことを恐れていたため、丸山教本院は西ケ谷平四郎を追放、この騒動は落ち着いた。

##### 市域の発展と築堤
宿駅伝馬制の廃止と1872年（明治5年）の新橋ー横浜間の鉄道開通で、川崎町は宿場町としての役割を終えて急に寂れたが、明治時代中期には、川崎大師への参詣客で再び活気を取り戻した。川崎停車場の前には160台以上の人力車が待機し、参詣客を運んでいた。1899年（明治32年）1月21日の「お大師様の日」に、六郷橋駅から川崎大師への門前まで大師電気鉄道が開通し、「エレキで走る車」として話題になった。明治30年代前半から川崎共立銀行など金融機関が集まり、1913年（大正2年）には橘樹郡役所が川崎町砂子に移転し、川崎町は周辺地域の流通拠点となってくる。川崎遊郭の娼妓の数が最大になるのは1912年（明治45年）で、324名にのぼった。

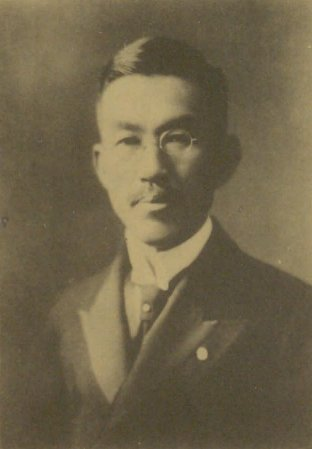
有吉忠一

多摩川は度々水害を起こしていた。明治40年、43年、大正2年の水害は特にひどく、築堤を望む声が高まった。1914年、御幸村の村会議員秋元喜四郎が、編笠をかぶった一団を率いて神奈川県庁に陳情したアミガサ事件を受けて、新任の有吉忠一県知事は築堤工事を開始し、大正7年から15年をかけて、多摩川河口から久地までの間に堤防が作られた。堤防工事によって、中原村丸子橋近くの青木根、松原通りの集落は立ち退きを命じられた。
また、水害を起こすたびに多摩川の流路は変遷を重ね、川の左右に飛地が散在する状況となっていた。明治40年、43年の水害の後には、府県を挟んだ飛地は堤防整備の障害となりうるという判断のもと、神奈川県と東京府の境界線を多摩川上に引き直すという法案が成立し、1912年（明治45年）4月1日に施行された。川崎市と東京都の境界はこの時のものが引き継がれているが、線引きが変わった名残りとして、等々力・宇奈根・布田など多摩川の両岸に同じ地名が存在している。

##### 農漁業の変化
大師河原村では、明治の始めから海苔の養殖が始まり、大正初期には養殖漁家は450戸を数え、東京湾内でも有数の海苔の名産地となった。1893年（明治26年）には、大師河原村の篤農家当麻辰次郎が、多産で病害に強い品種の梨、長十郎梨を育成し、またたく間に地域に普及した。長十郎梨は多摩川梨との商標で出荷され、大師河原村は一大生産地となった。田島村では、篤農家の吉澤寅之助が1898年（明治29年）に「伝桃」という桃の新品種を育成し、全国に広まった。これらの梨、桃の栽培は、大正期に入ると次第に多摩川を北上し、稲田村まで広がった。
大師河原の梨、桃栽培は1917年10月の台風による高潮で痛めつけられた。多摩川下流域の梨栽培を決定的に衰退させたのは、1918年から始まった多摩川の堤防工事であった。この工事で、果樹園だった河川敷の土地はそっくり買い上げられた。
中原村、高津村、登戸村は古くからの街道筋の宿場町で、それぞれ市街地を形成していたが、周辺部は全般的に農村の面影が強かった。住吉村の市ノ坪は日本草花の栽培、宮前村の馬絹は花卉栽培、柿生村や岡上村では甘柿の禅寺丸がそれぞれ盛んに出荷された。柿生村と生田村では養蚕が農家の副業として行われた。

#### 工業化と公害、労働争議
川崎に初めて進出した大工場は、1907年（明治40年）に御幸村南河原に建設された横浜製糖（現在の大日本明治製糖）川崎工場であった。同年に東京電気（現在の東芝）が操業を始め、その他富士紡績（現在の富士紡ホールディングス）川崎工場、浅野セメント（現在の太平洋セメント）、日本蓄音機商会（現在の日本コロムビア）、日本鋼管（現在のJFEエンジニアリング）、鈴木商店（現在の味の素）、いすゞ自動車、第一セメント（現在のデイ・シイ）など従業員1000人以上の企業が次々と進出し、川崎町は京浜工業地帯の中心のひとつとなった。
鈴木商店は川崎町久根崎に工場を完成させ、1915年（大正4年）から操業を開始した。工場から排出される塩素ガスが公害をもたらし、1923年（大正12年）には大師町の漁師約1200名が鈴木商店川崎工場におしかけて、海苔の被害の責任を追及したが、鈴木商店はそのつど若干の解決金を手渡すのみで抜本的な解決とはならなかった。
富士瓦斯紡績工場は1925年（大正14年）に工事が完了し操業を開始、以後戦前まで全国でも有数の紡績工場であった。昭和初期まで多い時で6000人前後が働いていたが、その多くは現在の小学生、中学生の年齢の少女が、当時の全国の他の紡績工場と同じく、劣悪な環境下で働かされ社会問題化した。多くの労働争議の中で、1930年（昭和5年）の「煙突男事件」は日本よりも海外で大きく報道された。

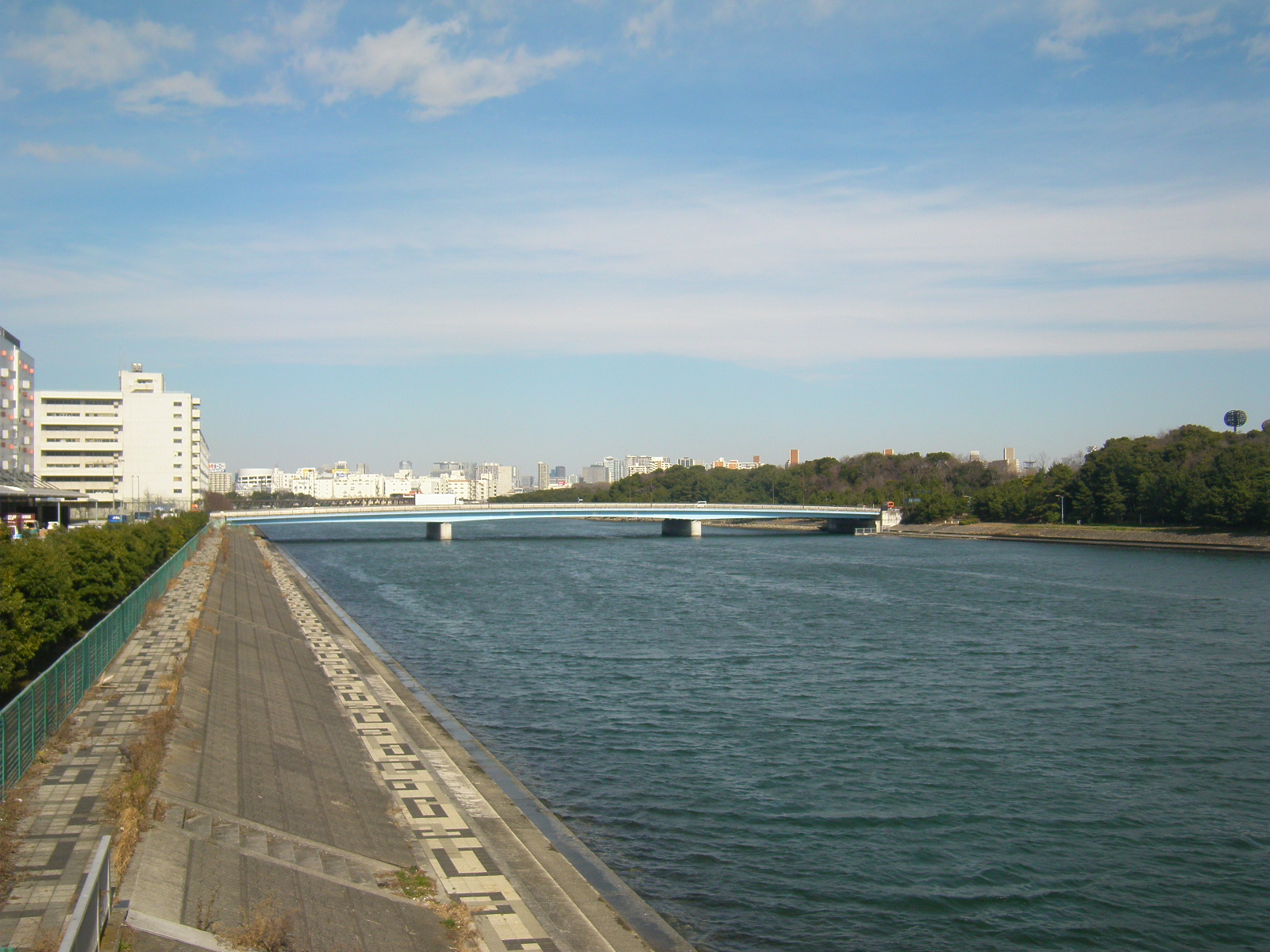
京浜運河と新平和橋（2009年2月）

田島村から町田村の海浜では、浅野総一郎らによる広大な埋立地造成の事業が開始された。品川と横浜の間の海は未だ遠浅で、転覆事故が相次いでいたことから、浅野総一郎は京浜運河の建設も手がけた。臨海部の埋め立て地には日本鋼管ほか大工場が進出した。
浅野セメントは粉塵問題で東京・深川で住民と対立し、1917年（大正6年）に川崎に工場を移転した。地元の反対を押し通した移転後も周辺への粉塵被害は大きく、大正から昭和にかけて、梨や海苔生産に被害を受けた大師河原村ほか周辺住民は、しばしば集会を開き抗議行動を行った。1927年（昭和2年）には大師町代表が国や県に抗議を行い、同年8月29日には大師町民およそ200名が浅野総一郎宅に押しかけるという事件も起こった。
工場の建設に携わる労働者は地方出身者で、労働条件や賃金をめぐるトラブルは絶えず、明治時代後半から、労働運動は自然発生的に始まった。友愛会初の地方支部となる川崎支部は、1913年（大正2年）に発会し、大正時代の川崎の労働運動に影響を与えた。

## 市成立後

### 近代

#### 大正・昭和（〜敗戦）時代
川崎町では1921年（大正10年）6月に待望の水道が敷設された。それ以前は二ヶ領用水の水を生活用水として使用していた。そのため1886年（明治19年）のコレラ流行時には、川崎町で患者60人のうち40人が死亡、大師河原村で53人のうち43人が死亡、橘樹郡内では338人の患者が発生、そのうち254人が死亡していた。市の合併話はこの水道敷設から現実味を帯び、大正11年には大師河原村と御幸村への給水が開始されたことをきっかけに、3町村は合併、1924年（大正13年）に川崎市となった。
1923年9月1日の関東大震災では、東京や横浜のように大規模な火災こそ発生しなかったものの、川崎市域全体で全壊家屋2916、半壊家屋4455、死者383人、行方不明16人の被害を出した。工場が集中する川崎町、田島町、大師町の三町が被害全体の76%にあたり、特に富士紡川崎工場は全壊12800坪、半壊2600坪、建物19棟が崩壊した。とりわけ夜勤明けの女工が眠っていた寄宿舎の倒壊は惨事となり、圧死者154名、重傷者34名のほとんどが地方出身の女子労働者であった。震災時のデマによる朝鮮人の虐待は川崎南部でも発生した。富士紡川崎工場の後片付けに雇われた2名、田島町塩浜で1名、川崎駅前で1名の朝鮮人が殺害された。川崎町小土呂では朝鮮人と間違えられた日本人1名が殺害された。
現在の川崎区と幸区の一部を市域として人口5万人で出発した川崎市は、1933年（昭和8年）に中原町を合併した。丸子橋架橋の寄付金で町財政が苦しくなったことが要因のひとつであった。その後次々と多摩川沿いの北部の町村を合併し、1940年には人口31万人の都市となった。この人口増加は町村合併と、日中戦争以後の軍需工場の新設ラッシュによる。1936年には従業員5名以上の工場が103であったが、37年に137、38年に250、39年に447と増加し、それにつれて全国から労働者が流入した。
多摩川の砂利の採掘は江戸時代から行われていたが、あまりに大量に掘ったために堤防が壊れやすくなったこともあり、1934年（昭和9年）に多摩川の砂利採掘は禁止された。砂利採掘事業は「陸掘り（おかぼり）」へと移行することとなり、東京横浜電鉄が中心となって東京川崎砂利株式会社が設立され、等々力緑地一帯の砂利採掘が行われた。採掘跡は戦後釣り池となり、東横水郷と呼ばれた。
1935年（昭和10年）、上水道水源が汚染されて赤痢患者が大量発生した。市内における同年1月7日から同月末までの発病者は1357人となった。

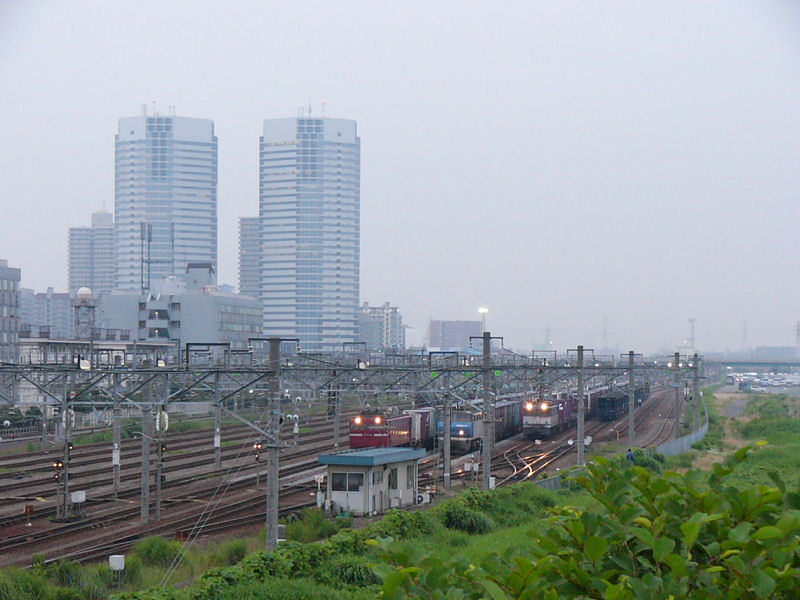
新鶴見信号場（かつての新鶴見操車場）（2004年6月17日撮影）

1925年（大正14年）に工事が開始された新鶴見操車場は地域に影響を与えた。橘樹郡の中丸子村、中原町、日吉村、鶴見町にまたがる、総面積8000ヘクタールの広大な土地への工事に、加瀬山は切り崩され、東横住宅や三菱重工業（現在の三菱ふそうトラック・バス川崎工場）の建設敷地に使われた。土地の人々は買収、道路問題、移転料の問題で苦しんだ。

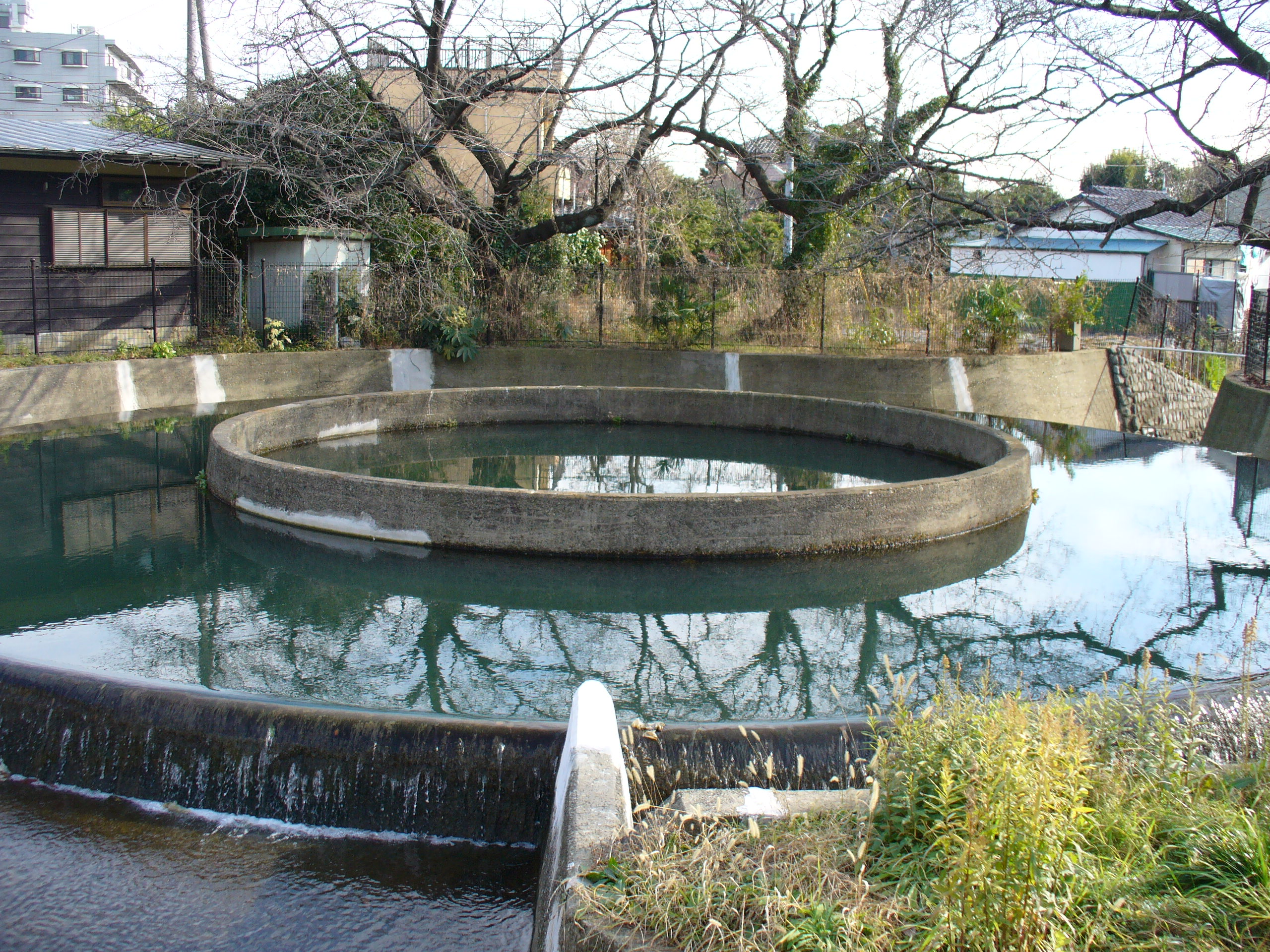
久地円筒分水

資金難により、二ヶ領用水が用水組合から川崎市の手に委ねられると、神奈川県は平瀬川と三澤川を改修し、久地円筒分水をつくり、上河原堰堤をつくった。当時の技術の粋を集めた久地円筒分水は1941年（昭和16年）に完成した。
1939年には軍需工業都市を目指し、日本初の公営工業用水道がつくられ、京浜工業地帯は軍需工業に一変した。すでに開通していた南武砂利鉄道が、工業地帯造成の資材を三多摩から運び、工場は市域内陸部に次々と進出した。第101連隊が再編されて内地防衛の東部62部隊ができると、軍部は実践訓練用の軍用地に多摩丘陵の向丘村と宮前村、横浜市の元石川町にまたがる広大な農地と山林の強制収用を1940年8月に開始し、「溝ノ口演習場」とした。同じく1940年に生田村の枡形山に陸軍科学研究所が移転し、2年後の1942年に登戸研究所として独立、秘密兵器の研究、開発、指導にあたった。1942年11月には宮崎台に「溝ノ口兵舎」が新設され、1528人の兵隊が駐屯した。
戦争の拡大で成人男子が次々と戦場に送られる中、重工業の労働力は小学校や高等科を卒業した少女が担った。川崎の労働力不足を補うため1942年12月、全国から女子勤労報国隊の受け入れが始まり、1943年には北海道や東北の農村女性1万人が川崎の軍需工場に就労した。
1944年（昭和19年）8月、川崎市では三年生から六年生の学童7500人が、現在の伊勢原市を含む神奈川県中郡など県内の農村地帯と、川崎北西部の丘陵地帯に疎開した。
軍需工場の集中する川崎は1942年4月18日に本土初の空襲にあい、1944年から集中的な空襲を受けるようになった。最大の空襲は1945年4月15日夜10時ごろから始まった川崎大空襲で、臨海工業地帯と蒲田など東京南部が攻撃目標であった。空襲警報は16日午前1時10分に解除され、明け方5時ごろに鎮火した。空襲全体の被害は、全半焼家屋は3万を超え、工場は287、罹災者は死者を含め10万人を超え、川崎市域では死傷者約1000人、負傷者約15000人といわれる。1943年に39万人余いた市の人口は、敗戦時には20万人余に落ち込んだ。

### 現代

#### 昭和（敗戦〜）・平成時代

##### 戦後復興と高度経済成長
1945年8月30日から神奈川県に進駐を始めた連合国軍は、もとの軍事施設や軍需工場を接収した。食糧難の時代でも、まだ川崎市域には1000ヘクタールの農耕地が残っていたので、県は食糧の自給と工業用水の利用のために1946年から4年をかけて、資材も人力もない条件下で三沢川を改修、宿河原堰堤を作った。闇市は市内の各所に設けられ、例えば市役所前の疎開跡地に約100、大師停留所付近に約20、東横線新丸子駅前通に約20、溝の口駅前に約100、登戸駅前には約30の店が並んでいた。
金美館チェーンを所有していた美須鐄は、戦後の1945年10月にいち早く川崎銀星座を復興し、1946年の間には合計6つの映画館を次々と作り出し、娯楽を求める大衆に敏感に反応した。
焼け野原となった京浜工業地帯からいちはやく稼働したのは、1945年12月の昭和電工川崎工場で、他の工場も続々と操業を始めた。1946年2月には昭和電工川崎工場に昭和天皇が行幸した。
江辺市長の市費の着服と新円の不当獲得が明るみに出たことで1946年5月に退職、代わって川崎市初の公選市長に金刺不二太郎が選出された。1959年、金刺市長は臨海部に新しい埋立地197ヘクタールを造成、千鳥町と名付けられた。この敷地に日本石油化学を始めとした企業群がコンビナートを形成した。さらに1962年には埋立地445ヘクタールの浮島町が完成し、東燃石油化学をはじめとしたコンビナートが操業を開始し、日本最大の石油化学コンビナート地帯の京葉工業地帯の一翼を担った。京浜運河には人工島の扇島が造成され、1976年11月にこの場所で日本鋼管京浜製鉄所が操業を開始した。

###### 住宅供給と乱開発
市人口の成長はすさまじく、敗戦直後20万人であった市人口は23年後の1968年には91万人を超えた。東急電鉄の五島慶太の「田園都市」構想のもとに、宮前地区の土地買収から1953年に着手し始めると、北西部の土地投機は加熱し、高度経済成長に乗って他私鉄系企業も開発に参入し、スプロール化に拍車をかけた。区画整理に反対する運動は神奈川県、川崎市への陳情や、横浜地方裁判所への訴訟へと発展した。田園都市建設の事業は、1969年夏には土橋・宮崎地区で強制執行が行われるなど、多くの紛争を強行突破した。1956年（昭和31年）に施行された首都圏整備法は、既成市街地の周りに緑地帯（グリーンベルト）を確保することを定め、開発を抑制するものであった。当初、東急の開発予定地域はそのほとんどがグリーンベルトに指定されていたが、1958年（昭和33年）、東急の働きかけにより、金刺市長は開発予定地を住宅地域に指定替えし、1961年（昭和36年）には横浜市も東急の要求を受け入れた。
ニュータウン百合丘を全国に知らしめたのは、東京映画製作の映画「喜劇 駅前団地」であった。森繁久彌、伴淳三郎、フランキー堺、淡島千景が出演する喜劇映画で、百合丘の名が実名で登場した。封切されたのは第一団地の入居が完了した1960年（昭和35年）秋で、この翌年の第二団地入居者の競争率は100倍を超えた。
開発優先の傾向は、1965年5月の久末灰津波事件の人災を招いた。国鉄川崎火力発電所の残灰で久末の大谷戸を埋め立てて宅地を造成したが、長い梅雨で灰の山が崩れ、「灰の津波」は住宅15軒を飲み込み、24名の死者と17名の重軽傷者を出した。

##### 公害問題と訴訟
工業発展とともに公害が問題となり、住民による反公害運動は活発化した。早くも1951年には東渡田住民が煤煙瓦斯防止対策の会を作って市へ陳情した。1963年臨海地域は煤煙規制法による規制地域に指定、1969年には大師・田島地区が公害病救済特別措置法の指定地域になった。川崎の公害反対運動は全国の他地域よりも遅れ、ようやく1970年に公害病友の会が発足された。1970年、川崎市、横浜市、神奈川県と日本鋼管は、全国初となる公害防止協定を締結した。川崎市は公害病認定制度を施行、気管支炎に対する医療介護手当の支給を決定した。
公害問題の噴出は、工業一辺倒であった金刺市政に対する批判を生んだ。1971年4月に7期28年間を務めた金刺市長は辞任し、伊藤三郎が市長となる。
1971年、現在の川崎区全域と幸区のほぼ全域が大気汚染地域に指定され、上平間では初めての喘息発作の学童犠牲者が出る。大気汚染注意報は1969年29回、1970年19回、1971–75年はそれぞれ7–9回と減少し、主要47工場の硫黄酸化物の年間排出量は1972年の56919トンから1978年10083トンに減退した。1970年代の登録被認定患者は4158人に及んだが、1975年をピークに年々減少した。川崎市の公害病認定患者は、1994年までに5911人、死者1500人を数えた。
1982年、川崎公害訴訟は国、公団および14企業を相手に、臨海部に住む喘息患者と遺族119人の原告となって一次訴訟提訴が始まり、1994年の判決後控訴に及んだが、1996年に原告に対し14企業が謝罪、約31億円で和解した。国と公団に対する訴訟は継続し、1999年5月の東京高裁で最終的に和解合意された。

##### 工業の後退と再開発

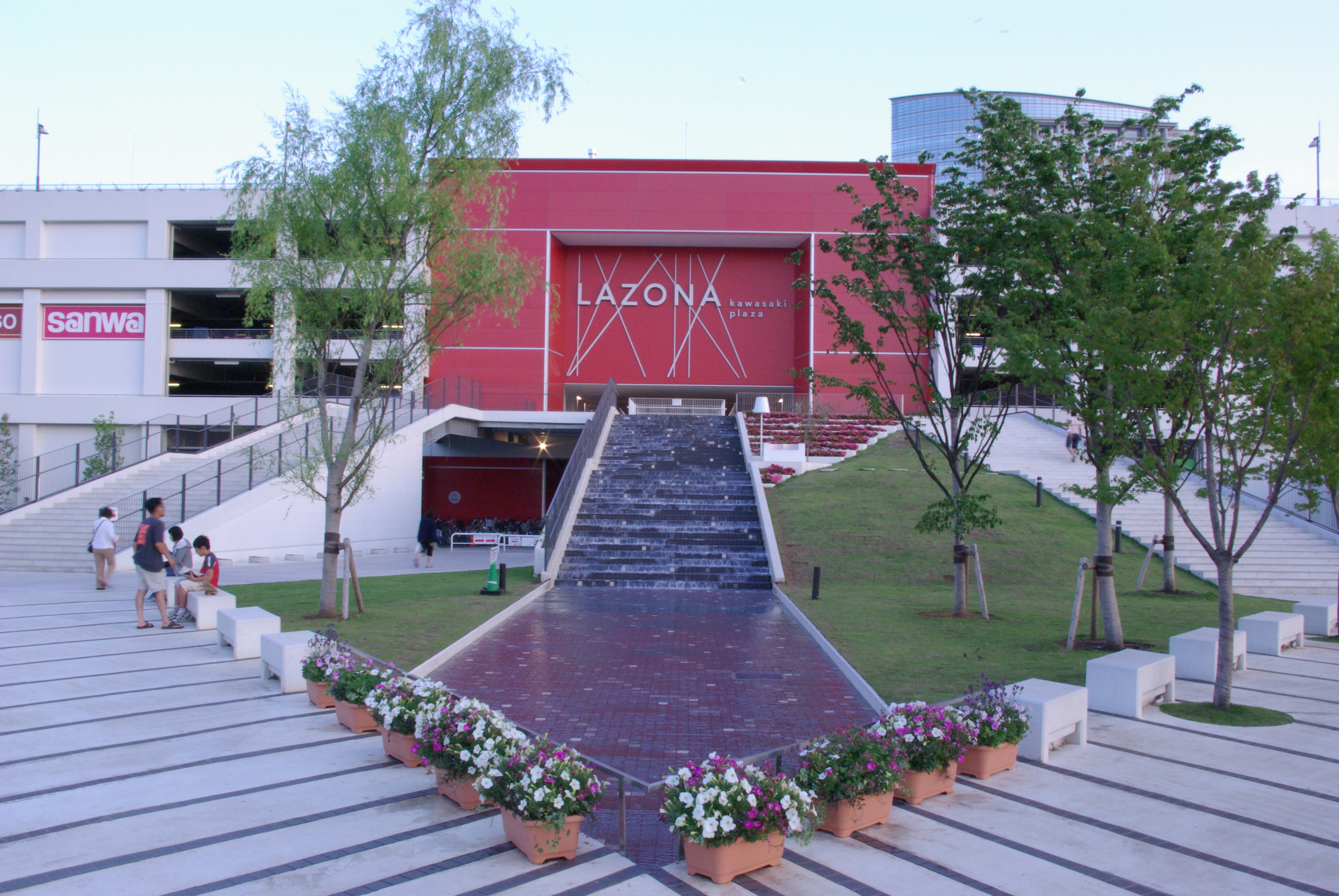
ラゾーナ川崎プラザ

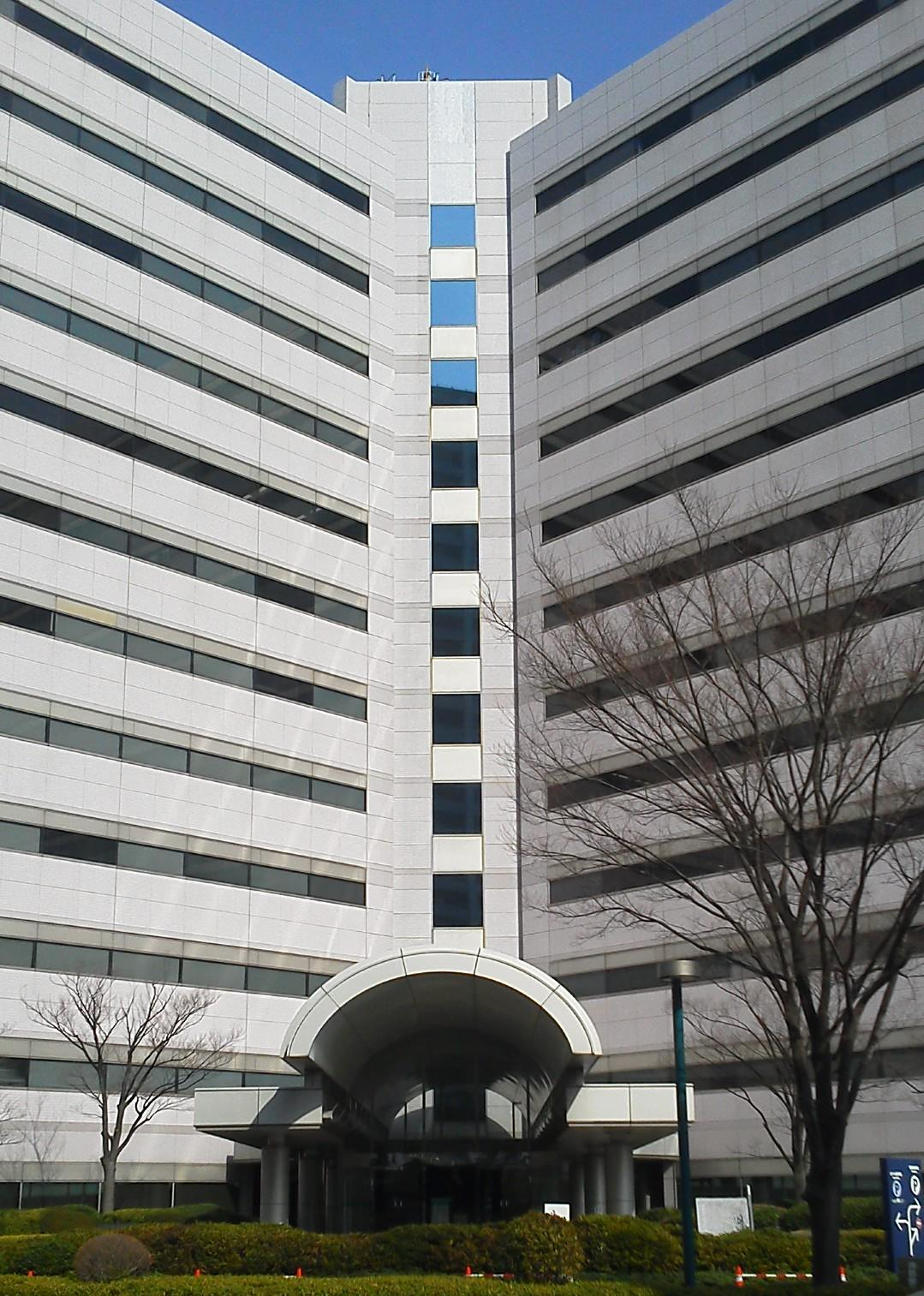
かながわサイエンスパーク

1959年に制定された工場立地法と「首都圏の既成市街地における工業等の制限に関する法律」（工業等制限法）により、一定基準を超える工場の新増設が制限された。川崎市では丘陵地の西部を除く全域に適用され、大規模工場の新増設は外部に用地を求めて移転せざるを得なくなった。1972年の工業再配置促進法では、工業集積の高い地域から低い地域へ工業を誘導しようとするもので、川崎は工場移転を促進する側に置かれた。これらの公害防止の法整備にともなう市外への工場移転は、同時に川崎の工業地域の空洞化、工業都市川崎の体質を改変する結果となった。
従業員100人以上の事業所（工場）の数は、1970年の243工場から1995年121工場に減退した。工業従業員数は1969年の225,868人を最高に減少し、1998年には110230人、以後は10万人を下回った。
1990年までの川崎の工業製品出荷額は、東京23区、大阪市に次いで全国3位を占めていたが、その後低調となり、横浜市、名古屋市を下回った。1970年頃からは市外への工業の分散、移転が盛んになり、工業生産から研究開発事業への転換を図る企業が増加してきた。

市内各所の工場跡地は、工業地として継続使用された他、住宅地や学校に転用された。工場跡地のうち駅付近の市街地については、商用利用と再開発に利用された。1989年、幸区の日立製作所跡地には、超高層ビル2棟を主体とした新川崎三井ビルディングと住宅団地が建設された。川崎駅西口の東芝工場跡地は2001年に一切の施設を整理し、大規模開発により横浜製糖跡地を含めた場所には、ラゾーナ川崎をはじめ、高層ビルが建てられた。高津区池貝鉄工跡地はかながわサイエンスパークに代わった。